# Qerret
Qerret is een plaats en voormalige gemeente in de stad (bashkia) Pukë in de prefectuur Shkodër in Albanië. Sinds de gemeentelijke herindeling van 2015 doet Qerret dienst als deelgemeente en is het een bestuurseenheid zonder verdere bestuurlijke bevoegdheden.

## Bevolking
In de volkstelling van 2011 telde de (voormalige) gemeente Qerret 1.498 inwoners, een daling ten opzichte van 3.837 inwoners op 1 april 2001. Dit komt overeen met een gemiddelde bevolkingsgroei van −8,6% per jaar.

### Religie
In de volkstelling van 2011 waren de meeste religieuze inwoners lid van de Katholieke Kerk. De soennitische moslims vormden ongeveer 15% van de bevolking en woonden uitsluitend in het dorp Qerret i Eper.
| Plaats | Bevolking (2011) | Islam (%)    | Katholiek (%)  | Orthodox (%) | Bektashisme (%) |
| ------ | ---------------- | ------------ | -------------- | ------------ | --------------- |
| Qerret | 1.498            | 224 (14,95%) | 1.214 (81,04%) | - (-)        | - (-)           |

## Kernen
De plaats Qerret bestond uit de onderstaande twaalf dorpen:
1. Dush
2. Luf
3. Luf-plan
4. Kaftallë
5. Karmë
6. Kçir
7. Korthpulë
8. Plet
9. Gomsiqe
10. Qerret
11. Tejboder
12. Vrrith